# كرستوفر تيتوس
كرستوفر تيتوس (بالإنجليزية: Christopher Titus)‏ ممثل أمريكي من مواليد 1 أكتوبر 1964.

## مواقع خارجية
- كرستوفر تيتوس على موقع IMDb (الإنجليزية)
- كرستوفر تيتوس على موقع ألو سيني (الفرنسية)
- كرستوفر تيتوس على موقع ميوزك برينز (الإنجليزية)
- كرستوفر تيتوس على موقع إن إن دي بي (الإنجليزية)
- كرستوفر تيتوس على موقع ديسكوغز (الإنجليزية)
- كرستوفر تيتوس على موقع قاعدة بيانات الفيلم (الإنجليزية)